# Gorreto
Gorreto (ligurisch Gorreio oder Gorrejo) ist eine italienische Gemeinde in der Metropolitanstadt Genua mit 92 Einwohnern (Stand 31. Dezember 2023).

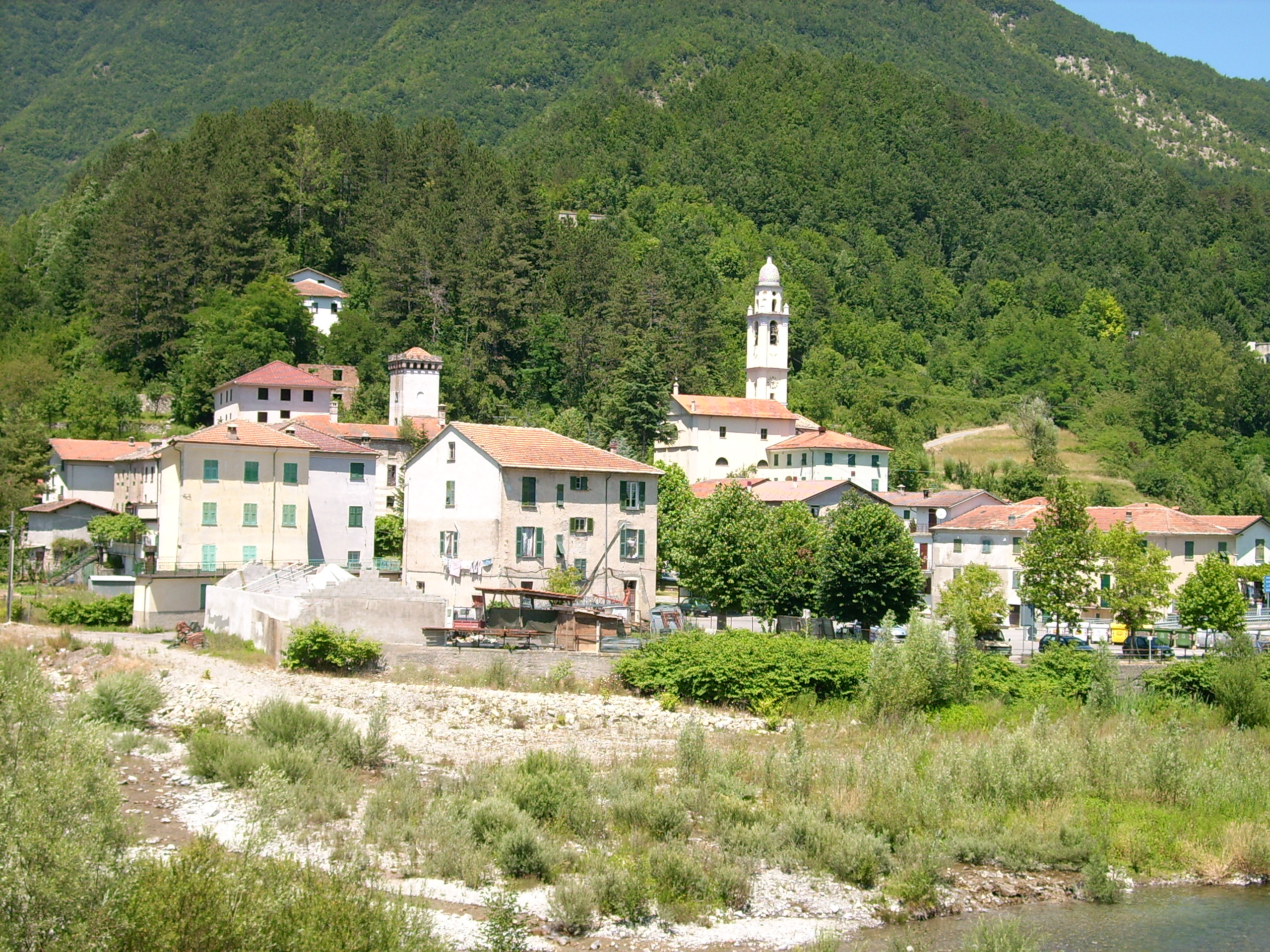

## Geographie
Die Gemeinde liegt am Fluss Trebbia im gleichnamigen Tal und befindet sich 63 Kilometer entfernt von der ligurischen Hauptstadt Genua.
Zusammen mit weiteren sieben Kommunen bildet Gorreto die Berggemeinde Alta Val Trebbia. Das Gemeindegebiet gehört zum Parco naturale regionale dell’Antola (Regionaler Naturpark Antola).
Nach der italienischen Klassifizierung bezüglich seismischer Aktivität wurde Gorreto der Zone 3 zugeordnet. Das bedeutet, dass sich die Gemeinde in einer seismisch wenig aktiven Zone befindet.